# Gimbichu (Éthiopie)
Cet article concerne une ville du centre-sud de l’Éthiopie. Pour le district à l'est d'Addis-Abeba, voir Gimbichu.
Gimbichu ou Gimbicho est une ville et un woreda de la zone Hadiya de la région Éthiopie du Centre.
Située vers 2 000 m d'altitude,  Gimbichu est desservie par des routes secondaires une trentaine de kilomètres au sud-ouest de la capitale régionale Hosaena.
Le recensement national de 2007 en fait état en tant que chef-lieu du  woreda Soro. Peuplée de 8 556 habitants, elle est alors la troisième agglomération de la zone Hadiya après Hosaena et Shone.
Elle obtient le statut de woreda au début des années 2020 et forme désormais un district urbain de 2,28 km2 enclavé dans Soro,. 
Comme toute la zone Hadiya, Gimbichu passe de la région des nations, nationalités et peuples du Sud à la région Éthiopie du Centre en 2023.